# دختران پوم پوم
دختران پوم پوم (به انگلیسی: The Pom Pom Girls) یک فیلم سینمایی آمریکایی به کارگردانی جوزف روبن محصول سال ۱۹۷۶ میلادی است.
این فیلم در محل دبیرستان شامپاین در لس آنجلس فیلمبرداری شده‌است.

## بازیگران اصلی
| بازیگر        | نقش        |
| ------------- | ---------- |
| رابرت کارادین | جانی       |
| جنیفر اشلی    | لوری       |
| مایکل مولینز  | جسی        |
| لیزا ریوز     | سالی       |
| بیل آدلر      | دون        |
| جیمز گامون    | مربی       |
| سوندرا لاول   | خانم پریچت |
| سوزان پلیر    | سو ان      |